# Prajegan
Prajegan is een bestuurslaag in het regentschap Ponorogo van de provincie Oost-Java, Indonesië. Prajegan telt 4979 inwoners (volkstelling 2010).